# カステルサンタンジェロ・スル・ネーラ
カステルサンタンジェロ・スル・ネーラ（伊: Castelsantangelo sul Nera）は、イタリア共和国マルケ州マチェラータ県にある、人口約230人の基礎自治体（コムーネ）。

## 地理

### 位置・広がり
マチェラータ県南部のコムーネ。県都マチェラータから南南西へ51kmの距離にある。

#### 隣接コムーネ
隣接するコムーネは以下の通り。括弧内のFMはフェルモ県、APはアスコリ・ピチェーノ県、PGはペルージャ県所属を示す。
- モンテフォルティーノ (FM)
- モンテモーナコ (AP)
- ノルチャ (PG)
- プレーチ (PG)
- ヴィッソ
- ウッシタ

### 気候分類・地震分類
カステルサンタンジェロ・スル・ネーラにおけるイタリアの気候分類 (it) および度日は、zona E, 2552 GGである。
また、イタリアの地震リスク階級 (it) では、zona 1 (sismicità alta) に分類される。

## 歴史
この地域は、ネーラ川の近くであり、水が豊富なために先史時代から人が住んでいた。
中世には重要な中心地になり、家臣制度を通じて周囲の領土を支配した。 城で交代した最後の封建領主は、フィオルディランシア一族のチボルド・ディ・ファロフォ・ディ・ノクリアであった。この瞬間から、カステルサンタンジェロの歴史はヴィッソの歴史と関連している。
グアルドとピアンペルドゥートの土地をつかむためにノルチャと戦ったことで有名で、これはカステルサンタンジェロに有利に動き、1522年7月20日に終了した。 衝突の功績は、1600年に住んでいたカステラサンタンジェロ・スル・ネーラの詩人であるベレッタッチャによって作られた詩「ピアンペルドゥの戦い」により知ることができる。
1913年までカステルサンタンジェロはヴィッソの一部であった。
2016年10月26日および10月30日に起きたイタリア中部地震_(2016年10月)の後、中心街とその集落はほぼ完全に破壊された。地震のその震源地はカステルサンタンジェロ市にあった。

## 行政

### 分離集落
カステルサンタンジェロ・スル・ネーラには、以下の分離集落（フラツィオーネ）がある。
- Gualdo, Macchie, Nocelleto, Nocria, Pian dell'Arco, Rapegna, Spina di Gualdo, Vallinfante